# ハインリヒ61世・ロイス・ツー・ケストリッツ
ハインリヒ61世・ロイス・ツー・ケストリッツ（Heinrich LXI. Erbprinz Reuß zu Köstritz, 1784年12月8日 - 1813年8月29日）は、ドイツの貴族、軍人。

## 生涯
ロイス＝ケストリッツ侯ハインリヒ43世と、ロイス＝エーベルスドルフ伯ハインリヒ24世の次女ルイーゼ（1759年 - 1840年）の間の跡取り息子として生まれた。最初、オーストリア軍に騎兵大尉として仕官した。1807年にロイス家一門が加盟したライン連邦軍のうち、ロイス＝ケストリッツ家に割り当てられた450名で構成される部隊の隊長となって、ナポレオンに仕えた。ハインリヒ61世はスペイン、オーストリア、オランダ、ロシアを転戦し、過酷な戦場に身を置いた。ナポレオン皇帝は彼に陸軍少将の階級を授け、「ロイス歩兵旅団（Infanteriebrigade Reuß）」旅団長の肩書も与えた。
ロシア遠征失敗後の退却の途中、ロシア軍・プロイセン軍が合流してフランス帝国軍を襲ったクルムの戦いにおいて戦死した。28歳だった。一貫してハプスブルク帝国への忠誠を保っていた弟ハインリヒ64世が父の跡継ぎとなった。